# Lepidostoma etnieri
Lepidostoma etnieri is een schietmot uit de familie Lepidostomatidae. De soort komt voor in het Nearctisch gebied.